# HD 942
HD 942，又名CD-26 56，SAO 166130、HR 42，是一颗恒星，视星等为5.94，位于銀經38.28，銀緯-81.49，其B1900.0坐标为赤經0h 8m 37.8s，赤緯-26° -81.49′ 35″。